# Неофит II
Неофит II (греч. Νεόφυτος Β΄; XVI век, Афины — не ранее 1612, Константинополь) — патриарх Константинопольский (1602—1612).

## Биография
Неофит II родился в Афинах. Он занимал пост митрополита Афинского с 1597 года по 3 апреля 1602 года. Его пребывание в сане было прервано годом позже, когда он был низложен на фоне обвинений в участии в различных скандалах. Вначале он был сослан на Родос, а затем отправлен в монастырь Святой Екатерины на Синае.
Неофит II был восстановлен на патриаршем престоле 15 октября 1607 года и занимал его в течение пяти лет. Во время своего второго пребывания на посту патриарха он заботился о приведении церковной административной практики и канонического права в соответствие с современными потребностями и принимал меры по пополнению патриаршей казны.
Он также поддерживал связь с западными правителями, включая папу римского Павла V и короля Филиппа III Испанского, которых он призывал принять участие в крестовом походе для освобождения православных христиан от Османской империи. Его политика и финансовые поборы создали ему много врагов, включая претендента на патриарший престол Кирилла Лукариса, которому удалось добиться смещения Неофита II в октябре 1612 года. Первоначально Неофита планировали снова сослать на Родос, однако его протеже Тимофей II выступил в его защиту.